# Bistum Keetmanshoop

St. Peter und Paul in Lüderitz

Das Bistum Keetmanshoop (lateinisch Dioecesis Keetmanshoopensis, englisch Diocese of Keetmanshoop) ist eine römisch-katholische Diözese in Keetmanshoop in Namibia. Das Bistum Keetmanshoop ist Teil der Kirchenprovinz des Erzbistums Windhoek. Die Hauptkirche des Bistums ist die St.-Stanislaus-Kathedrale in Keetmanshoop.
Im Jahr 2016 waren 23,7 % der Einwohner Katholiken. Sie wurden von drei Diözesanpriestern und 13 Ordenspriestern betreut. Hinzu kamen 13 Diakone sowie 65 religiöse Helfer.
Das Bischofsamt des Bistums wurde mit dem Amtsverzicht von Philipp Pöllitzer OMI am 21. Juli 2017 vakant. Das Bistum wurde seitdem von Rt. Rev. Monsignor Klaus Lettner geleitet. Am 7. Februar 2018 wurde Willem Christiaans zum Bischof ernannt und am 5. Mai 2018 ordiniert.

## Geschichte
Das Bistum ging aus der am 7. Juli 1909 gegründeten Apostolischen Präfektur Groß Namaland in Deutsch-Südwestafrika hervor. Am 14. Juli 1930 wurde die Präfektur zum Apostolischen Vikariat Great Namaqualand erhoben und im Februar 1931 mit Joseph Klemann OSFS der erste Apostolische Vikar im Bischofsrang ernannt. Am 13. Januar 1949 wurde das Vikariat in Keetmanshoop umbenannt. Papst Johannes Paul II. erhob das Vikariat am 14. März 1994 zum Bistum.

## Pfarrgemeinden
- Aranos (St. Andreas)
- Ariamsvlei
- Aroab (Mater Dolorosa)
- Aus (St. Teresa vom Kinde Jesu)
- Berseba
- Bethanien (St. Peter Claver)
- Blouwes
- Gabis (St. Joseph)
- Gibeon (Allerheiligster Name Jesu)
- Gochas
- Heirachabis (Unsere Liebe Frau vom guten Rat)
- Karasburg (Heilige Dreieinigkeit)
- Keetmanshoop (St. Stanislaus und Unsere Liebe Frau der Immerwährenden Hilfe)
- Koës
- Koichas
- Lüderitz (Christkönig und St. Peter und Paul)
- Maltahöhe
- Mariental (Maria Immaculata)
- Noordoewer
- Omomas
- Oranjemund (St. Anna)
- Rehoboth (Heilig Herz)
- Rosh Pinah
- Snyfontein
- Stampriet (St. Konrad)
- Tses (St Teresa vom Kinde Jesu)
- Warmbad (St. Francis de Sales)
- Witkrans (St. Francis Xavier)

## Bischöfe
- Stanislao von Krolikowski OSFS (Präfekt 1910 bis 21. Januar 1923)
- Mattias Eder OSFS (Präfekt 16. März 1923 bis 1930)
- Joseph Klemann OSFS (Apostolischer Vikar 24. Februar 1931 bis 10. November 1942)
- John Francis Eich OSFS (Koadjutorbischof 28. April 1942; Apostolischer Vikar 10. November 1942 bis 4. Februar 1947)
- Francis Xavier Esser OSFS (Apostolischer Vikar 13. Januar 1949 bis 9. Juni 1955)
- Edward Francis Joseph Schlotterback OSFS (Apostolischer Vikar 24. März 1956 bis 2. Oktober 1989)
- Anthony Chiminello OSFS (Apostolischer Vikar 28. Mai 1993; Bischof 14. März 1994 bis 23. November 2002)
- Philipp Pöllitzer OMI (Bischof 31. Mai 2007 bis 21. Juli 2017)
- Willem Christiaans OSFS (Administrator 26. Juli 2017; Bischof seit 7. Februar 2018)